# Vera Huckel
Vera Huckel foi uma das primeiras mulheres do NACA, agora NASA, onde trabalhou principalmente na Divisão de Cargas Dinâmicas.
Huckel escreveu o programa para o primeiro computador electrónico da NASA. Ela também trabalhou como supervisora matemática e engenheira aeroespacial durante o seu tempo na NACA / NASA. Como matemática, estava envolvida no teste de estrondos sónicos em vôos supersónico.
Huckel aposentou-se da NASA em 1972.